# Brandon Eggum
Brandon Eggum (* 4. August 1976 in Sydney, Montana) ist ein ehemaliger US-amerikanischer Ringer. Er war 2001 Vize-Weltmeister im freien Stil im Mittelgewicht.

## Werdegang
Brandon Eggum wuchs in Sydney (Montana) auf und besuchte dort die High School. Dort begann er 1985 mit dem Ringen. Sein Trainer an dieser Schule war J. Robinson. Er rang ausschließlich im freien Stil und wurde von 1993 bis 1995 dreimal in Folge High-School-Champion von Montana im Weltergewicht. Nach der High-School-Zeit besuchte er die University von North Dakota und schloss sein Studium in Wirtschaftswissenschaften 2000 ab. Anschließend ging er nach Minneapolis und wurde Mitglied des Ringerclubs Minnesota Storm WC.
Im Jahre 1995 wurde er zur Junioren-Weltmeisterschaft (Cadets) nach Budapest entsandt. Er kam dort im Weltergewicht auf den 8. Platz. 
Als Studentenringer nahm er 1998 erstmals an den NCAA-Championships (US-amerikanische Studentenmeisterschaft) teil und belegte im Mittelgewicht den 5. Platz. Im Jahre 1999 belegte er bei dieser Meisterschaft hinter Cael Sanderson, der 2004 Olympiasieger wurde, den 2. Platz. Im Jahre 2000 nahm er zum dritten Mal an den NCAA-Championships teil und kam im Mittelgewicht hinter Cael Sanderson und Vertus Jones auf den 3. Platz.
Im Jahre 2001 startete er erstmals bei der US-amerikanischen Meisterschaft, belegte dort aber im Mittelgewicht hinter Cael Sanderson, Lee Fullhart und Charles Burton nur den 4. Platz. Er nahm in diesem Jahr aber auch an der US-amerikanischen Weltmeisterschafts-Ausscheidung teil und belegte dort hinter Cael Sanderson den 2. Platz. Als Sanderson kurz vor der Weltmeisterschaft in Sofia wegen einer Verletzung ausfiel, wurde Brandon Eggum kurzfristig in die US-Mannschaft berufen. Er rechtfertigte dieses Vertrauen auch voll und ganz, denn er belegte bei der Weltmeisterschaft, praktisch ohne jede internationale Erfahrung ringend, mit Siegen über Lazaros Loizidis, Griechenland, Amandeep Sondhi, Indien, Magomed Kuruglijew, Kasachstan, und Bejbulat Mussajeu, Belarus, und einer Punktniederlage im Endkampf gegen Chadschimurad Magomedow aus Russland den 2. Platz und wurde damit Vize-Weltmeister. Vorher hatte Brandon Eggum nur einen internationalen Kampf bestritten, von der Junioren-WM 1994 abgesehen, in dem er 2001 in Sioux Falls in einem Länderkampf USA gegen Türkei Nuri Zengin nach Punkten besiegte.
Im Jahre 2002 wurde Brandon Eggum auch bei der panamerikanischen Meisterschaft in Caracas eingesetzt. Er belegte dort ebenfalls den 2. Platz hinter Yoel Romero aus Kuba.
An weiteren internationalen Meisterschaften nahm Brandon Eggum nicht mehr teil. Er hatte zu seiner in den Vereinigten Staaten in Cael Sanderson einen Rivalen, den er nicht besiegen konnte und der bei der Weltmeisterschaft 2003 Vize-Weltmeister und bei den Olympischen Spielen in Athen Olympiasieger wurde.
Brandon Eggum nahm noch bis zum Jahre 2004 an mehreren internationalen Turnieren, die in den Vereinigten Staaten stattfanden teil. Bei den US-amerikanischen Meisterschaften 2003 und 2004 belegte er im Mittelgewicht den 3. bzw. den 5. Platz.
Im Jahre 2001 nahm er einen Trainerposten beim The Golden Gopher Minnesota WC an und trainiert außerdem den Ringerclub Hi-Flyers Minnesota, wo er sich hauptsächlich um die Jugendarbeit kümmert.

## Internationale Erfolge
| Jahr | Platz | Wettbewerb                                  | Gewichtsklasse | |
| 1994 | 8.    | Junioren-WM (Cadets) in Budapest            | bis 74 kg KG   | Sieger: Ruslan Yakimow, Russland, vor Kacha Eremadse, Georgien, und Lazaros Loizidis, Griechenland                                                                                      |
| 2000 | 6.    | "Sunkist-Kids"-Open in Tempe (Arizona)      | Mittel         | hinter Aaron Simpson, USA, Hidakazu Yokohama, Japan, John Kading, Ken Bigley und Tim Hartung, alle USA                                                                                  |
| 2000 | 4.    | New York-AC Open                            | Mittel         | hinter Markus Mollica, John Kading und Aaron Simpson, alle USA |
| 2001 | 3.    | "Sunkist-Kids"-Open in Phoenix (Arizona)    | Mittel         | hinter Randy Pugh und Aaron Simpson, beide USA |
| 2001 | 2.    | WM in Sofia                                 | Mittel         | mit Siegen über Lazaros Loizidis, Amandeep Sondhi, Indien, Magomed Kuruglijew, Kasachstan, und Bejbulat Mussajeu, Belarus, und einer Niederlage gegen Chadschimurad Magomedow, Russland |
| 2002 | 4.    | "Dave-Schultz"-Memorial in Colorado Springs | Mittel         | hinter Saschid Saschidow, Lee Fullhart und Charles Burton |
| 2002 | 2.    | Panamerikanische Meisterschaft in Caracas   | Mittel         | hinter Yoel Romero, Kuba, vor Nick Ugoalah, Kanada |
| 2003 | 2.    | "Dave-Schultz"-Memorial in Colorado Springs | Mittel         | hinter Yoel Romero, vor Randy Pugh und Sergei Borchanka, Belarus |
| 2004 | 2.    | "Dave-Schultz"-Memorial in Colorado Springs | Mittel         | hinter Lee Fullhart, vor Muhammed Lawal, USA |

Anm.: alle Wettbewerbe im freien Stil, Mittelgewicht, bis 2001 bis 85 kg, ab 2002 bis 84 kg Körpergewicht, WM = Weltmeisterschaft

## Nationale Erfolge
| Jahr | Platz | Wettbewerb         | Gewichtsklasse |                                                                     |
| 1998 | 5.    | NCAA-Championships | Mittel         | hinter Mitch Clark, Vertus Jones, John Withdraw und Aaron Simpson   |
| 1999 | 2.    | NCAA-Championships | Mittel         | hinter Cael Sanderson, vor Vertus Jones und Brad Vering             |
| 2000 | 3.    | NCAA-Championships | Mittel         | hinter Cael Sanderson und Lee Fullhart                              |
| 2001 | 4.    | USA-Meisterschaft  | Mittel         | hinter Cael Sanderson, Charles Burton und Lee Fullhart              |
| 2001 | 2.    | WM-Trials          | Mittel         | hinter Cael Sanderson                                               |
| 2003 | 3.    | USA-Meisterschaft  | Mittel         | hinter Cael Sanderson und Lee Fullhart                              |
| 2003 | 3.    | WM-Trials          | Mittel         | hinter Cael Sanderson und Lee Fullhart                              |
| 2004 | 5.    | USA-Meisterschaft  | Mittel         | hinter Lee Fullhart, Cael Sanderson, Muhammed Lawal u. Nick Preston |
| 2004 | 7.    | Olympia-Trials     | Mittel         | Sieger: Cael Sanderson vor Lee Fullhart                             |

Anm.: NCAA-Championships = US-amerikanische Studentenmeisterschaft, Trials = Ausscheidungs-Turnier